# مثلث أربي
في تشريح جسم الإنسان، المثلث الأربي (بالإنجليزية: Inguinal triangle)‏ هو منطقة في جدار البطن. يُعرَف أيضاً باسم مثلث هيسلباخ (بالإنجليزية: Hesselbach's triangle)‏، نسبة إلى فرانز كاسبار هيسلباخ (Franz Kaspar Hesselbach).

## الحدود
يحدد بواسطة البنى التالية:
- الحدود الأنسية: الحافة الوحشية لغمد العضلة المستقيمة البطنية، ويسمى أيضاً الخط الهلالي لشبيغل.
- الحدود الوحشية العلوية: الأوعية الشرسوفية السفلية.
- الحدود السفلية: الرباط الأربي، والذي يشار إليه أحياناً باسم رباط بوبار.

## تذكرة
يمكن تذكر حدود المثلث الأربي بواسطة الاختصار RIP:
- Rectus sheath :R= غمد العضلة المستقية البطنية (أنسي).
- Inferior epigastric artery :I= أوعية شرسوفية سفلية (وحشي).
- Poupart's ligament :P= رباط بوبار (سفلي).

## الأهمية السريرية
يحتوي المثلث الأربي على انخفاض يُشار إليه باسم الحفرة الأربية الأنسية، والذي يخترقه الفتق الإربي المباشر من خلال جدار البطن.

## روابط خارجية
- صور تشريحيَّة:7110 على موقع مركز سوني دونستات الطبي. - superior border
- صور تشريحيَّة:7111 على موقع مركز سوني دونستات الطبي. - medial border
- صور تشريحيَّة:7112 على موقع مركز سوني دونستات الطبي. - inferior border